# Herb Antyli Holenderskich

Herb Antyli Holenderskich

Herb Antyli Holenderskich (do 1986 roku)

Herb Antyli Holenderskich składał się z tarczy, korony oraz wstęgi z mottem narodowym. Tarcza przedstawiała pięć niebieskich gwiazd na złotym tle, otoczonym czerwoną obwódką. Gwiazdy oznaczały pięć wysp należących do Antyli Holenderskich i pojawiały się również na fladze. Korona symbolizowała zwierzchność monarchy holenderskiego nad Antylami. Na dole umieszczona była wstęga z mottem: Libertate Unanimus ("Zjednoczeni w wolności"). 
Herb, obowiązujący do końca istnienia terytorium w 2010 roku, został przyjęty 1 stycznia 1986 roku, razem z odłączeniem się Aruby od Antyli. Na poprzedniej wersji herbu, przyjętej 25 października 1964 roku, znajdowało się sześć gwiazd.